# Municipio de Red River (condado de Searcy)
El municipio de Red River (en inglés: Red River Township) es un municipio ubicado en el condado de Searcy en el estado estadounidense de Arkansas. En el año 2010 tenía una población de 321 habitantes y una densidad poblacional de 3,73 personas por km².

## Geografía
El municipio de Red River se encuentra ubicado en las coordenadas 35°48′55″N 92°41′14″O / 35.81528, -92.68722. Según la Oficina del Censo de los Estados Unidos, el municipio tiene una superficie total de 86.01 km², de la cual 85,84 km² corresponden a tierra firme y (0,19 %) 0,17 km² es agua.

## Demografía
Según el censo de 2010, había 321 personas residiendo en el municipio de Red River. La densidad de población era de 3,73 hab./km². De los 321 habitantes, el municipio de Red River estaba compuesto por el 97,51 % blancos, el 0,93 % eran amerindios y el 1,56 % eran de una mezcla de razas. Del total de la población el 0 % eran hispanos o latinos de cualquier raza.